# Иракли Цирекидзе
Иракли Цирекидзе (3. мај 1982) је грузијски џудиста и олимпијски победник. 
На Европском првенству 2007. у Београду освојио је златну медаљу, а на Светском првенству у Рио де Жанеиру златну. На Олимпијским играма у Пекингу остварио је најзначајнији резултат у каријери, освојио је злато у категорији до 90кг. На Европском првенству 2008. освојио је сребро, као и 2011. у Истанбулу. Бронзу има и са Светског првенства 2011. у Паризу.